# ريتش هينتون
ريتش هينتون (بالإنجليزية: Rich Hinton)‏ هو لاعب كرة قاعدة أمريكي، ولد في 22 مايو 1947 في توسان في الولايات المتحدة.

## وصلات خارجية
- ريتش هينتون على موقعبيزبول رفرنس.كوم (الدوري الرئيسي) (الإنجليزية)
- ريتش هينتون على موقعبيزبول رفرنس.كوم (الدوري الثانوي) (الإنجليزية)